# 아마스빈
아마스빈(amaSvin)은 2008년에 설립된 대한민국의 음료 프랜차이즈 기업으로, 버블티를 주력으로 하고 있다.
아마스빈(amas vin)은 에스페란토로 '당신을(vin) 사랑합니다(amas)'라는 뜻이다.
동의대학교에서 외식경영학을 전공한 이욱기 대표가 2008년 부산 서면에서 처음 가게를 연 것이 아마스빈 창업의 시작이다. 개업 후 약 2년 동안은 적자로 운영이 매우 힘들었으나, 고객이 점점 늘어나며 현재는 전국에 약 250개의 매장을 보유한 프랜차이즈 기업이 되었다.

## 기업 철학
'가치를 만들자'가 아마스빈의 기업 철학이다. 아마스빈은 가치지향적인 기업으로서 고객들이 합리적인 금액으로 더 나은 음료를 경험하는 것을 목표로 하고 있다. 그 밖의 모토로는 '빨리 달리기보다 오래 달리고 싶습니다', '오랫동안 사랑하고, 사랑받고 싶습니다' 등이 있다.

## 메뉴
커피류는 카페라떼 with 펄을 제외하고 펄이 들어가있지 않으며, 커피류를 제외한 모든 음료는 펄이 기본으로 들어가 있다.

### 커피(Coffee)

#### 아메리카노
- 아메리카노

- 바닐라 아메리카노

- 헤이즐넛 아메리카노

#### 라떼
- 카페라떼

- 카페라떼 with 펄
- 바닐라 라떼
- 헤이즐넛 라떼
- 연유라떼

#### 기타 베리에이션 커피
- 카라멜 마끼야또
- 카페모카

### 밀크티(Milk Tea, 버블 밀크티)

#### 홍차 밀크티
- 얼그레이 밀크티
- 루이보스 밀크티
- 아쌈 밀크티

#### 기타 밀크티
- 민트 밀크티
- 초콜릿 밀크티
- 타로 밀크티
- 코코넛 밀크티

### 라떼(Latte, 버블 라떼)

#### 초콜릿 라떼
- 초코 버블티
- 화이트초코 버블티
- 민트초코 버블티
- 티라미수 버블티
- 59% 리얼초코 버블티

#### 딸기 라떼
- 딸기 코코넛 버블티
- 딸기라떼

#### 기타 라떼
- 카라멜 버블티

### 요거트(Yogurt, 목장 生요거트)
- 플레인 요거트
- 딸기 요거트
- 블루베리 요거트
- 청사과 요거트
- 복숭아 요거트

### 녹차(Green Tea, 프리미엄 하동녹차)
- 하동녹차 버블티
- 하동녹차 쉐이크
- 하동녹차 오레오

### 흑당(Brown Sugar, 아마스빈 흑당)
- 흑당 버블티
- 흑당 카페라떼
- 흑당 티라미수

### 쉐이크(Shake, 버블 쉐이크)

#### 오레오 쉐이크
- 초코 오레오 쉐이크
- 화이트 오레오 쉐이크
- 민트 오레오 쉐이크
- 카페 오레오 쉐이크

#### 기타 쉐이크
- 타로 쉐이크
- 멜론 쉐이크
- 코코넛 쉐이크
- 순수우유 쉐이크
- 리얼초코 쉐이크
- 밀크티 쉐이크

### 스무디(Smoothie, 버블 스무디)
- 블루베리 스무디
- 스트로베리 스무디
- 그린애플 스무디
- 애플망고 스무디
- 자몽 스무디
- 요거스트로베리 스무디

### 에이드&소다(Ade&Soda, 버블 에이드&소다)

#### 에이드
- 레자몽 버블에이드(레몬+자몽)
- 리얼레몬 버블에이드

#### 소다
- 블루베리 소다
- 라즈베리 소다
- 자몽 소다
- 파인애플 소다

### 스페셜 버블티(Special Bubble Tea)

#### 블랙티
- 피치 블랙티
- 자몽 블랙티

#### 기타
- 얼그레이 프렌치 블루
- 페퍼민트
- 스윗 머스캣 그린티

### 과일주스(Fruit Juice, 과일주스 버블티)
- 딸기 버블티
- 바나나 버블티
- 키위 버블티
- 파인애플 버블티
- 청사과 버블티
- 오렌지 버블티

### 생과일주스(Fresh Fruit Juice, 호주에서 온 생과일)
- 사하라(우유+딸기, 파인애플, 오렌지)
- 오키베리(우유+딸기, 키위, 오렌지)
- 오아시스(물+사과, 키위, 복숭아)
- 아마존(물+사과, 키위, 오렌지)

### 제과류(Breads)

#### 스콘
- 고메버터 스콘
- 크랜베리 스콘
- 파&치즈 스콘

#### 기타
- 레몬 마들렌
- 오레오 브라우니
- 크로플